# اشنگور
اشنگور، سیاه‌تنگرس طبی (نام علمی: Rhamnus cathartica) نام یک گونه از تیره عنابیان است.